# Masayoshi Sukita
Masayoshi Sukita (japanska: 鋤田正義) född 5 maj 1938 i Nōgata Shi är en japansk fotograf. Efter fotostudier flyttade Sukita 1965 till Tokyo och arbetade som mode-och reklamfotograf.
I början av 1970-talet reste Masayoshi Sukita till New York och London för att fotografera på de västerländska kultur- och musikscenerna. Sukita har varit fotograf till skivomslag av flera artister, bland annat den ikoniska bilden på omslaget till albumet Heroes av David Bowie. Sukita porträtterade även artister som Joe Strummer, Iggy Pop, Devo, och The B-52's. Bland personer i filmbranschen kan nämnas Jim Jarmusch och Shuji Terayama.